# 王様ゲーム (小説)
王様ゲーム（おうさまゲーム）は、金沢伸明（クリエイター名:ぱっくんちょ）により執筆されているケータイ小説。
モバゲータウンにおいて総閲覧数4000万を突破しており、これはモバゲータウンに於ける最高総閲覧数である。番外編を含んで現在8作品が公開されており、そのうちの『王様ゲーム』、『王様ゲーム 終極』、『王様ゲーム 臨場』、『王様ゲーム 滅亡』、『王様ゲーム 起源』、『王様ゲーム 再生』、『王様ゲーム 煉獄』、『王様ゲーム 深淵』は双葉社によって書籍化されており、シリーズ累計発行部数は800万部を突破している。2011年1月28日に連打一人による漫画が発売された。同年12月には実写映画が公開。2017年7月にはテレビアニメ化が発表され、同年10月から12月まで放送された。

## あらすじ
※モバイル版と書籍化されているものとでは若干物語に違いがある。時系列は『起源』→『臨場』（2009年）→『起源』（終章）→『無印』→『終極』＝『臨場』（2010年）→『滅亡』→『再生』→『煉獄』→『深淵』の順。
王様ゲーム
金沢伸明のクラスに、「王様」を名乗る人物から「王様ゲーム」という謎のメールが届く。クラスメイトたちは当初は面白半分でそのメールに書かれた命令に従っていたが、命令3で命令に従わなかったクラスメイト2名が、翌日首を吊って自殺する。その後も命令に従わないクラスメイトたちは次々と変死し、命令の内容も次第に過激になっていく。王様の正体が明らかにならないまま、最終的に伸明だけがクラスの中で生き残り、伸明は王様を見つけだしてゲームを終わらせるために、「王様ゲームを続ける」選択をする。
王様ゲーム 終極
1作目から7か月後、伸明が転校した先のクラスで再び王様ゲームが始まる。クラスメイトたちは次々と死んでいき、最終的に伸明と松本里緒菜、そして過去に王様ゲームを体験したことのある本多奈津子の3人だけとなる。33年前に夜鳴村で起きた王様ゲームについて調べていた学者宮澤からの電話で、王様の正体が新種のウイルスであること、感染者たちが全員死ねばゲームが終わるであろうことを告げられる。それでも生きることに執着する奈津子は里緒菜によって重傷を負わされながらも伸明を殺害し、直後に自身も死亡。最後に生き残った里緒菜も入水して自殺するが、日付けが変わると同時に、日本全国の高校生を対象とした王様ゲームが始まる。
王様ゲーム 臨場
オカルトマニアの児玉葉月は、ある時ケータイ小説の『王様ゲーム』が現実で起こっている出来事だと知り、本多奈津子がかつて通っていたという紫悶高校に向かう。すでに廃校となっていたその場所で、葉月は奈津子が体験した王様ゲームについて記録されたノートを見つける。奈津子の過去を知った葉月は夜鳴村に向かい、そこで奈津子の父親にして33年前の王様ゲームの生き残りである本多一成と対面。使命感に駆られていた葉月は一成の頼みで彼を殺害するが、のちに夜鳴村に訪れた伸明をみて自分が未来を変えてしまったことを後悔する。夜鳴村を後にし、更新されていた『王様ゲーム 終極』を読んで伸明と奈津子が迎えた結末を知った葉月は、日本全体での王様ゲームに巻き込まれることになる。
王様ゲーム 滅亡
2010年6月8日。引きこもり生活を送っていた広島県在住の工藤智久は、日本全国の高校生を対象とした「王様ゲーム」を口実に渡辺修一と今村友香によって外に連れ出され、2人と共に岡山県に向かう。しかし、命令に従わなかった高校生が変死したことによって、智久たちは命がけのゲームに巻き込まれたことを知る。命令2で多くのクラスメイトを失った智久は、王様ゲームを終わらせるべく、母親からの情報で黒磨町の寄進会病院に向かう。そこで出会った宮澤から王様の正体がウイルスであることと、宮澤が遺体を回収した金沢伸明の生体組織を体内に宿すことで、宿主が死ぬ代わりにウイルスの抗体が完成することを教えられ、智久は自分が抗体を作ることを決意。身体の変異や記憶の混濁を起こしながらも、智久は命令6が終わる直前に抗体を作り終え、王様ゲームを終わらせる。その後、変わり果てた姿となった智久は、のちに「チャイルド」と呼ばれることになる新しい生物として生まれ変わる。
王様ゲーム 起源
1977年8月8日。本多一成が住んでいる夜鳴村に、「王様」と名乗る人物から「王様ゲーム」という手紙が届く。手紙に書かれた命令に従わなかった村人が次々と変死していき、最終的に一成とその従姉妹である本多奈津子の2人だけとなる。奈津子は、王様の正体であるウイルスは人抗薬陰師であった奈津子の祖先によって作られたものであること、その薬が入った壺を自分が割ってしまったことでゲームが始まったことを明かした後、村人たちを死なせてしまった責任をとるために毒を飲み死亡。一成は最後の命令で「罰を受ける」選択をするが、死なないまま一人生き残る。32年後、一成の娘である本多智恵美の元に「王様ゲーム」というメールが届く。
王様ゲーム 再生
日本を巻き込んだ王様ゲームから3か月後。2010年9月19日、ケルドウイルスとチャイルドによる世界の支配を目論む宗教団体リボーンによって、北海道で新たな王様ゲームが始まる。高校生の宮内雅人は、リボーンの幹部であるクラスメイト氷室香鈴を止めるべく奔走し、香鈴の独断で下された命令で最強のチャイルドとの殺し合いに勝利したことにより、チャイルドは全滅。リボーンの裏切り者として始末されそうになった香鈴を銃弾から庇って雅人は死亡、香鈴はウイルスを管理しているプログラムナノクイーンのパスワードを神崎斗志雄に教えた後で自殺し、北海道での事件は収束する。
王様ゲーム 煉獄
北海道での王様ゲームから1か月後。2010年10月29日、いじめによって自殺した北村智輝のための復讐として、赤池山高校2年A組で王様ゲームが始まる。クラスメイトたちは生き残りを賭けてグループに分かれて競い合い、殺し合うようになる。転校生の佐々山夢斗はクラスメイトのほとんどが死亡した後で屋上に呼び出され、そこで待っていた高橋星也が王様であったことを知る。智輝に性別を越えた感情を抱いていた星也は、関東で王様ゲームを始めようとしていたリボーンの残党からケルドウイルスとナノクイーンを奪い、智輝の自殺を止められなかったクラスメイトの罪を浄化するための煉獄として王様ゲームを計画した。クラスメイト全員の死を確信した星也は飛び降りて自殺するが、夢斗が伊藤由那の作戦で死を偽装されていた松崎風香と命令に服従したことによって、結果的に夢斗と風香の2人が生き残る。
王様ゲーム 深淵
2015年8月2日、国際交流の研修のために紅島に集まっていた日本、台湾、韓国の高校生と関係者を対象とした王様ゲームが始まる。日本の高校生天海翔真は、王様ゲームの中で次々と友人を亡くし、自身も脳出血を起こす重傷を負いながらも、王様の正体が林永明と小松崎美佳の2人であることを突き止める。殺人に興味があった永明と美佳はネットで知り合い、研修で引率を務める教師の1人がケルドウイルスとナノクイーンを入手したことを知って紅島での王様ゲームを計画したのだった。翔真は永明と美佳を殺害した後に死亡し、唯一生き残った黄若英は、美佳が死に際に明かしたナノクイーンのパスワードを使用して王様ゲームを終わらせる。

## 主な登場人物

### 『王様ゲーム』の登場人物
金沢 伸明（かなざわ のぶあき）
『王様ゲーム』と『王様ゲーム 終極』の主人公。
1作目では県立玉岡高校1年B組の男子生徒。明るい性格で正義感が強く、王様ゲームを止めるために奔走する。『終極』では県立呉広高校に転校し、2年1組に所属する。1回目の王様ゲームでクラスメイトを全員失ったことから、転校当初は冷たい態度をとっていた。『滅亡』では遺体を宮澤によって回収され、ウイルスの抗体を作るために利用される。
本多 智恵美（ほんだ ちえみ）
『王様ゲーム』のヒロインで、実写映画版では主人公を務める。伸明の恋人で、クラスメイトの女子生徒。涙もろいが、思いやりのある性格。終盤では、父親が過去に王様ゲームに巻き込まれていたことを知る。
岩村 莉愛（いわむら りあ）
『王様ゲーム』のもう一人のヒロイン。伸明のクラスの女子生徒。常に無表情で友人はいない。王様ゲームが始まってからは、王様に勝つために手段を選ばず行動し、伸明と対立する。漫画版とテレビアニメ版ではハッキングを得意とし、王様の正体がウイルスであることを突き止める。
橋本 直也（はしもと なおや）
伸明の親友で、クラスメイトの男子生徒。実は智恵美に好意を抱いており、王様ゲームでは伸明と智恵美のために行動する。

### 『王様ゲーム 終極』の登場人物
本多 奈津子（ほんだ なつこ）
『王様ゲーム 終極』のヒロインで、『王様ゲーム 臨場』の主人公。
『終極』では県立呉広高校2年1組の女子生徒。当初は天然かつ陽気な性格だったが、王様ゲームが始まってからは冷酷な本性を露わにする。
『臨場』では県立紫悶高校1年4組の女子生徒。明るい性格だったが、王様ゲームでは健太朗を守るために非情に徹するようになる。智恵美の姉であり、一緒に暮らしている祖母からは知らされていないが、別居している妹の存在を知っている。
赤松 健太（あかまつ けんた）
伸明と奈津子のクラスの男子生徒。大柄で、広島弁を話す。正義感が強く、奈津子によって孤立した伸明にも協力する。王様ゲームを通じて、クラスメイトの雪村美月と惹かれ合う。
松本 里緒菜（まつもと りおな）
『王様ゲーム 終極』のもう一人のヒロイン。伸明と奈津子のクラスの女子生徒。気が強いお嬢様。王様ゲームを通じて、伸明に異性として惹かれていく。

### 『王様ゲーム 臨場』の登場人物
安田 健太朗（やすだ けんたろう）
奈津子のクラスの男子生徒。優しい性格で、王様ゲームではクラスメイトの殺し合いを止めようとする。同じ陸上部である奈津子とは両思いだが、交際には至っていない。
佐竹 舞（さたけ まい）
奈津子のクラスの女子生徒。王様ゲームでは躊躇なくクラスメイトを殺害し、奈津子になにかと執着する。
児玉 葉月（こだま はづき）
「2010年」の主人公兼語り部。オカルト好きで、ケータイ小説の『王様ゲーム』が現実で起こっていることを知り、興味本位で調べるようになる。

### 『王様ゲーム 滅亡』の登場人物
工藤 智久（くどう ともひさ）
『王様ゲーム 滅亡』の主人公。広島県の男子高校生。父親を亡くしてからは引きこもっていた。ウイルスの抗体を作り終えて死亡するが、「第三の性」として生まれ変わり消息不明となる。
今村 友香（いまむら ゆか）
智久の恋人。
渡辺 修一（わたなべ しゅういち）
智久の親友。
国生 蛍（こくしょう ほたる）
佐久間勇気が開発したナノクイーンを手に入れた女子高生。
日村 海平（ひむら かいへい）
過去に智久の父親を殺害した男子高校生。
広瀬 敏也（ひろせ としや）
内閣副官房長官補。

### 『王様ゲーム 起源』の登場人物
本多 一成（ほんだ かずなり）
『王様ゲーム 起源』の主人公。夜鳴村の住民の男子高校生。王様ゲームで生き残ってからは夜鳴村を離れ、16年後に結婚して奈津子と智恵美の父親になる。のちに娘たちが王様ゲームに巻き込まれていたことを知り、償いのために再び夜鳴村を訪れる。
本多 奈津子（ほんだ なつこ）
一成の従妹。一成とは両思いだったが、母親をはじめ村人からは認められていなかった。のちに一成は、自分の長女に「奈津子」と名付ける。
田中 勇二（たなか ゆうじ）
一成のクラスメイトで、大柄な少年。
平野 ミチ子（ひらの みちこ）
一成と同じ高校の少女。自分が生き残るならば他人を犠牲にすることも厭わない冷酷な性格。一成に好意を抱いている。
丸岡 修平（まるおか しゅうへい）
夜鳴村の住民で、猟師の青年。冷静沈着な性格だったが、王様ゲームで精神的に追い詰められていく。
堂島（どうじま）
吉田北署の刑事。王様ゲームの実行犯を捕らえようと手を尽くす。
宮澤（みやざわ）
夜鳴村を訪れた学者。王様の正体がウイルスであることを突き止める。

### 『王様ゲーム 再生』の登場人物
宮内 雅人（みやうち まさと）
『王様ゲーム 再生』の主人公。
春野 美咲（はるの みさき）
雅人の恋人の女子高生。
荒井 和彦（あらい かずひこ）
雅人の親友の男子生徒。
氷室 香鈴（ひむろ かりん）
雅人と同じ学校の女子生徒。正体は宗教団体リボーンの幹部で、ナノクイーンを利用して北海道での王様ゲームを管理する。
神崎 斗志雄（かんざき としお）
自衛隊の高校生部隊の隊長を務める男子高校生。洞察力と戦闘力共に優れており、人間とチャイルドの区別が可能で、嘘をついている人間を見抜くことができる。基本的に自分が生き残ることを優先するが、雅人と行動を共にする。

湯月 亜沙美（ゆづき あさみ）
自衛隊の高校生部隊に所属する女子生徒。
霧原 那由他（きりはら なゆた）
最強のチャイルドとされる少年。雅人とは顔見知りだった。

### 『王様ゲーム 煉獄』の登場人物
佐々山 夢斗（ささやま むと）
『王様ゲーム 煉獄』の主人公。王様ゲームが始まる1週間前に、県立赤池山高校2年A組に転校してきた男子生徒。
伊藤 由那（いとう ゆな）
夢斗の隣の席の女子生徒。智輝とは仲が良かった。王様ゲームでは夢斗のグループに所属する。
松崎 風香（まつざき ふうか）
夢斗のクラスの女子生徒。気が強い性格。王様ゲームでは夢斗のグループに所属する。
高橋 星也（たかはし せいや）
夢斗のクラスの男子生徒。パソコンが得意で、眼鏡をかけている。王様ゲームでは夢斗のグループに所属する。
永山 時貞（ながやま ときさだ）
夢斗のクラスの男子生徒。クラスに無関心だったが、夢斗たちと行動するうちに心を開いていく。
藤原 誠一郎（ふじわら せいいちろう）
夢斗のクラスの男子生徒。智輝をいじめて自殺に追い込んだグループのリーダーで、王様ゲームが始まってからも全く反省していなかった。
牧村 奈留美（まきむら なるみ）
夢斗のクラスの女子生徒。アイドルのような外見で、クラスカースト上位のグループのリーダー。
林 英行（はやし ひでゆき）
夢斗のクラスの委員長を務めている男子生徒。いじめられていた智輝を庇うこともあった。
北村 智輝（きたむら ともき）
夢斗が転校してくる2か月前に自殺した男子生徒。

### 『王様ゲーム 深淵』の登場人物
天海 翔真（あまみ しょうま）
『王様ゲーム 深淵』の主人公。熱血で正義感が強く、友達思いな日本人の少年。
楊 邦友（よう ほうゆう）
研修で翔真の友人になった台湾人の少年。
チャン・トンハ
研修で翔真の友人になった韓国人の少年。食べることが好き。
坂本 秋雄（さかもと あきお）
翔真と同じ高校の日本人の少年。
黄 若英（こう じゃくえい）
日本の文化が好きな台湾人の少女。密かに翔真に好意を抱いている。
小松崎 美佳（こまつざき みか）
研修中に秋雄の恋人になった日本人の少女。
林 永明（りん えいめい）
大人しく目立たない台湾人の少年。人を殺すことに躊躇いがない。

## 用語
王様ゲーム
本作では、主に「王様」からメール（『起源』では手紙）で送られてくる命令に従うゲームのことを指す。指定された時間内に従わない場合は、罰として死が与えられ、命令の内容は次第に対象者同士を殺し合わせるものになる。1作目では、記憶の抹消や老化など、死亡しない罰もある。
夜鳴村
広島県の中国山地の奥、鳥取県との県境の辺りにかつて存在した村。
ケルドウイルス
「王様」の正体である、意思を持った新種のウイルス。死に対する恐怖をトリガーとし、人間の身体能力を無理矢理稼働させて、本来ならあり得ないような死に方をさせる。
その原種は、人抗薬陰師の家系だった夜鳴村の本多奈津子の祖先が、蠱毒によって作り出したもの。『再生』以降は、『滅亡』で抗体を打たなかった氷室香鈴の体内で変異した新型が、人間に利用される。
ナノクイーン
『滅亡』で佐久間勇気が完成させた、 ケルドウイルスを制御して自由に命令を下すことを可能としたプログラム。『煉獄』と『深淵』では、ナノクイーンの使用者が「王様」と呼称される。
チャイルド
第3の性とも呼称される新たな生物。老化することはなく、寿命は数百年以上あるとされ、各個体は意思を共有することができる。人間との性行為によって、その人間の知識と記憶を持つ個体を生み出す。口から生やした触手には毒があり、ケルドウイルスの抗体を持つ者以外は死に至る。正体は、『滅亡』でケルドウイルスの抗体を体内で作り終えて死亡した工藤智久をオリジナルとした存在。
リボーン
『再生』から登場する、チャイルドによる世界の支配を目論む宗教団体。

## 作品背景

### 投稿を始めるまでの経緯
作者の金沢伸明は、幼少時からモノ作りが好きだったものの読み物を書いたことはなかった。
ある日、金沢は自分に文章を書く能力がないと考えつつも、「一つの物語を作りたい」という想いが強まると同時に発想力には自信があったことから、本作をインターネット上に投稿した。
本作の投稿を始めた時期は、金沢が会社を立ち上げたころだったため、仕事の合間といった隙間時間を縫って携帯電話で執筆をつづけた。
金沢は時折読者からのアイデアを取り入れる一方、たまには読者の期待を裏切らないとストーリーが単調になるおそれがあるとエブリスタとのインタビューの中で述べている。

## 小説
| タイトル             | 初版第一刷発行日 | 発売日         | ISBN              |
| -------------------- | ---------------- | -------------- | ----------------- |
| 王様ゲーム           | 2009年11月22日   | 2009年11月18日 | 978-4-575-23681-1 |
| 王様ゲーム 終極      | 2010年6月20日    | 2010年6月16日  | 978-4-575-23693-4 |
| 王様ゲーム 臨場      | 2010年12月12日   | 2010年12月10日 | 978-4-575-23711-5 |
| 王様ゲーム 滅亡6.08  | 2011年7月10日    | 2011年7月8日   | 978-4-575-23732-0 |
| 王様ゲーム 滅亡6.11  | 2012年4月1日     | 2012年3月30日  | 978-4-575-23756-6 |
| 王様ゲーム 起源      | 2013年3月24日    | 2013年3月22日  | 978-4-575-23811-2 |
| 王様ゲーム 再生9.19  | 2013年7月24日    | 2013年7月24日  | 978-4-575-23830-3 |
| 王様ゲーム 再生9.24  | 2013年12月22日   | 2013年12月20日 | 978-4-575-23842-6 |
| 王様ゲーム 煉獄10.29 | 2014年8月10日    | 2014年8月8日   | 978-4-575-23872-3 |
| 王様ゲーム 煉獄11.04 | 2015年2月22日    | 2015年2月20日  | 978-4-575-23891-4 |
| 王様ゲーム 深淵8.02  | 2015年11月22日   | 2015年11月20日 | 978-4-575-23929-4 |
| 王様ゲーム 深淵8.08  | 2015年12月20日   | 2015年12月18日 | 978-4-575-23935-5 |

| タイトル             | 初版第一刷発行日 | 発売日         | ISBN              |
| -------------------- | ---------------- | -------------- | ----------------- |
| 王様ゲーム           | 2011年10月16日   | 2011年10月13日 | 978-4-575-51456-8 |
| 王様ゲーム 終極      | 2011年12月18日   | 2011年12月15日 | 978-4-575-51471-1 |
| 王様ゲーム 臨場      | 2012年5月13日    | 2012年5月10日  | 978-4-575-51497-1 |
| 王様ゲーム 滅亡6.08  | 2012年12月16日   | 2012年12月13日 | 978-4-575-51542-8 |
| 王様ゲーム 滅亡6.11  | 2013年1月13日    | 2013年1月10日  | 978-4-575-51553-4 |
| 王様ゲーム 起源      | 2014年7月12日    | 2014年7月9日   | 978-4-575-51693-7 |
| 王様ゲーム 再生9.19  | 2014年12月14日   | 2014年12月11日 | 978-4-575-51742-2 |
| 王様ゲーム 再生9.24  | 2015年8月9日     | 2015年8月6日   | 978-4-575-51810-8 |
| 王様ゲーム 煉獄10.29 | 2016年5月15日    | 2016年5月12日  | 978-4-575-51888-7 |
| 王様ゲーム 煉獄11.04 | 2016年5月15日    | 2016年5月12日  | 978-4-575-51889-4 |
| 王様ゲーム 深淵8.02  | 2017年2月19日    | 2017年2月16日  | 978-4-575-51970-9 |
| 王様ゲーム 深淵8.08  | 2017年2月19日    | 2017年2月16日  | 978-4-575-51971-6 |

| タイトル              | 初版第一刷発行日 | 発売日         | ISBN              |
| --------------------- | ---------------- | -------------- | ----------------- |
| 王様ゲーム            | 2015年7月20日    | 2015年7月18日  | 978-4-575-23913-3 |
| 王様ゲーム 終極       | 2015年11月22日   | 2015年11月20日 | 978-4-575-23932-4 |
| 王様ゲーム 臨場       | 2016年3月20日    | 2016年3月18日  | 978-4-575-23952-2 |
| 王様ゲーム 滅亡6.08   | 2016年7月24日    | 2016年7月25日  | 978-4-575-23977-5 |
| 王様ゲーム 滅亡6.11   | 2016年11月20日   | 2016年11月18日 | 978-4-575-24002-3 |
| 王様ゲーム 起源8.08   | 2017年3月19日    | 2017年3月17日  | 978-4-575-24025-2 |
| 王様ゲーム 起源8.14   | 2017年7月26日    | 2017年7月25日  | 978-4-575-24048-1 |
| 王様ゲーム 再生9.19 1 | 2017年11月26日   | 2017年11月16日 | 978-4-575-24070-2 |
| 王様ゲーム 再生9.19 2 | 2018年3月25日    | 2018年3月24日  | 978-4-575-24084-9 |
| 王様ゲーム 再生9.24 1 | 2018年7月29日    | 2018年7月27日  | 978-4-575-24110-5 |
| 王様ゲーム 再生9.24 2 | 2018年11月25日   | 2018年11月22日 | 978-4-575-24133-4 |

## 漫画
いずれも『E★エブリスタプレミアム』で連載。双葉社アクションコミックスよりコミックス化されている。
- 連打一人（作画）・金沢伸明（原作）『王様ゲーム』双葉社〈アクションコミックス〉、全5巻
  1. 2011年1月28日発売[38]、ISBN 978-4-575-83865-7
  2. 2011年3月23日発売[39]、ISBN 978-4-575-83883-1
  3. 2011年7月28日発売[40]、ISBN 978-4-575-83931-9
  4. 2011年11月28日発売[41]、ISBN 978-4-575-83992-0
  5. 2012年6月22日発売[42]、ISBN 978-4-575-84087-2
- 栗山廉士（作画）・金沢伸明（原作）『王様ゲーム 終極』双葉社〈アクションコミックス〉、全5巻
  1. 2012年11月28日発売[43]、ISBN 978-4-575-84158-9
  2. 2013年5月10日発売[44]、ISBN 978-4-575-84225-8
  3. 2013年9月23日発売[45]、ISBN 978-4-575-84289-0
  4. 2014年2月22日発売[46]、ISBN 978-4-575-84350-7
  5. 2014年7月22日発売[47]、ISBN 978-4-575-84456-6
- 山田J太（作画）・金沢伸明（原作）『王様ゲーム 起源』双葉社〈アクションコミックス〉、全6巻
  1. 2014年1月10日発売[48]、ISBN 978-4-575-84330-9
  2. 2014年5月10日発売[49]、ISBN 978-4-575-84403-0
  3. 2014年10月18日発売[50]、ISBN 978-4-575-84509-9
  4. 2015年4月10日発売[51]、ISBN 978-4-575-84604-1
  5. 2015年10月10日発売[52]、ISBN 978-4-575-84702-4
  6. 2016年3月12日発売[53]、ISBN 978-4-575-84770-3
- 栗山廉士（作画）・金沢伸明（原作）『王様ゲーム 臨場』双葉社〈アクションコミックス〉、全4巻
  1. 2015年1月22日発売[54]、ISBN 978-4-575-84563-1
  2. 2015年7月28日発売[55]、ISBN 978-4-575-84655-3
  3. 2016年5月12日発売[56]、ISBN 978-4-575-84802-1
  4. 2016年11月11日発売[57]、ISBN 978-4-575-84884-7

## ゲーム
映画に先立って、2011年11月28日にMobageでアイテム課金制のソーシャルゲームがエフルートレックスの提供で配信。また、2013年3月22日に『王様ゲーム -共闘-』がアクセルマークの提供でMobageで配信され、こちらは後にdゲームに対応した。

## 実写映画
2011年12月17日に本多智恵美を主人公とした実写映画が公開された。金沢伸明を桜田通が、橋本直也を佐藤永典が、本多智恵美を熊井友理奈が、岩村莉愛を鈴木愛理が演じ、Berryz工房、℃-uteのメンバーが総出演している。
原作とは違い、命令に背いた場合は「存在を抹消」となっており、参加者以外の人々の記憶から抹消された人の記憶が消えるという設定となっている。

### あらすじ（実写映画）
ある夜、本多智恵美と幼なじみの金沢伸明の元に「王様ゲーム」と題したメールが届く。「王様」を名乗る送信者が何者かわからないまま、その日から智恵美のクラスメイト全員にメールが届くようになる。クラスメイトはふざけ半分だったが、やがて従わなかったクラスメイトが、メールの通りに罰として存在を抹消されるようになる。
ゲームの終盤、智恵美が過去に夜鳴村の王様ゲームで唯一生き残り、王様になる権利を放棄する代わりに、永遠に歳を取ることなく、死のゲームに巻き込まれ続ける罰を受けていたことが判明する。智恵美の正体は、クラスが消えるたびに記憶を一新され、別の学校に現れて王様ゲームを引き起こす存在だった。真実を知った伸明は、ゲームを終わらせるために智恵美を殺そうとするが、自覚のない智恵美に逆に殺害される。唯一生き残った智恵美は自殺を図り、教室に残っていた最後の席が消える。
半年後、羽呂宇高等学校に羽村玲子が転校してくる。玲子の隣の席に座っていたのは、本多智恵美と名乗る女子生徒だった。

### キャスト（実写映画）
出典：
- 本多智恵美 - 熊井友理奈（Berryz工房）
- 岩村莉愛 - 鈴木愛理（℃-ute）
- 金沢伸明 - 桜田通
- 橋本直也 - 佐藤永典
- 城川真美 - 菅谷梨沙子（Berryz工房）
- 丸岡香織 - 岡井千聖（℃-ute）
- 清水智子 - 須藤茉麻（Berryz工房）
- 鴨下明美 - 徳永千奈美（Berryz工房）
- 井本祐子 - 嗣永桃子（Berryz工房）
- 上田佳奈 - 中島早貴（℃-ute）
- 宮崎絵美 - 夏焼雅（Berryz工房）
- 松本雅美 - 清水佐紀（Berryz工房）
- 石井里美 - 森咲樹（アップアップガールズ（仮））
- 中尾美奈子 - 田中美晴
- 野上陽介 - 細田よしひこ
- 八尋翔太 - 冨浦智嗣
- 大野明 - 佐々木麦帆
- 豊田秀樹 - 佐藤歩
- 水内祐輔 - 大和田健介
- 羽村玲子 - 矢島舞美（℃-ute）
- 金沢美晴 - 萩原舞（℃-ute）
- 永峰洋子 - 吉澤ひとみ

### スタッフ（実写映画）
- 原作 - 金沢伸明（「王様ゲーム」双葉社刊）
- プロデューサー - 丹羽多聞アンドリウ
- 脚本 - 加藤淳也
- 監督 - 鶴田法男
- アソシエイツプロデューサー - 村山達哉
- ラインプロデューサー - 村岡周作、壺井大輔
- 撮影 - 上野彰吾
- 音楽 - 遠藤浩二
- 製作 - 王様ゲーム製作委員会2011（BS-TBS、アップフロントワークス、TCエンタテインメント、ディー・エヌ・エー、エクシング、双葉社、E★エブリスタ）
- 制作・配給 - BS-TBS
- 制作協力 - ボイス&ハート
- 配給協力 - アーク・フィルムズ

## テレビアニメ
2017年8月1日に漫画版のテレビアニメ化が発表され、同年10月から12月まで AT-X・TOKYO MX・BS11にて『王様ゲーム The Animation』（おうさまゲーム ジ・アニメーション）のタイトルで放送された。シリーズ1作目と2作目『終極』を混合させたアニメオリジナルストーリーである。形式的には2作目が本編で、作中の回想が1作目というストーリーとなる。
このように特殊な構成であることから、金沢 伸明役の宮野真守は、事実と伸明の感情の流れを確認するため、音響監督と話し合ったうえで収録に臨んだとナタリーとのインタビューの中で述べている。

### あらすじ（アニメ）
遠く離れた高校に転校してきた金沢伸明は、前の学校で経験したある出来事が原因で、クラスメイト達と親しくなることを恐れ心を閉ざしていたが、体育祭でのクラス対抗リレーをきっかけに打ち解けはじめていた。
そんな中、クラスメイト全員の携帯に「王様」と名乗るモノからの一通のメールが届く。
単なるいたずらだと思って真面目に受け止めないクラスメイト達だったが、その意味を知る伸明だけは、これから始まる「死」のゲームに立ち向かおうと葛藤するのだった…。

### キャスト（アニメ）
出典：
- 金沢伸明 - 宮野真守

私立汰魔丘学園
- 安達信吾 - 浜添伸也
- 阿部利幸 - 松岡禎丞
- 石井里美 - 辻美優
- 井上浩文 - 成澤卓
- 岩村莉愛 - Pile
- 上田陽介 - 内田雄馬
- 上田佳奈 - 牧野由依
- 大野明 - 落合福嗣
- 河上勇佑 - 戸谷公人
- 川野千亜 - 福島亜美
- 木下明美 - 結崎このみ
- 城川真美 - 大坪由佳
- 田崎大輔 - 菅沼久義
- 豊田秀樹 - 赤羽根健治
- 中尾美奈子 - 佐々木未来
- 中島美咲 - 柚木梨沙
- 橋本直也 - 立花慎之介
- 平野奈美 - 鈴木みのり
- 藤岡俊之 - 酒井広大
- 本多智恵美 - M・A・O
- 松本雅美 - 富田美憂
- 丸岡香織 - 本多真梨子
- 宮崎絵美 - 鈴木美咲
- 八尋翔太 - 森嶋秀太
- 山口寛子 - 天宮みや
- 山下敬太 - 永野由祐

私立九禮学園
- 赤松健太 - 佐々木祐輔
- 大居勝利 - 真田侑
- 倉本綾 - 藤田咲
- 黒澤大輝 - 堀之内仁
- 小林優奈 - 中島愛
- 榊原俊文 - 堀内隼人
- 坂本拓哉 - 日野聡
- 佐藤勇一 - 鈴木達央
- 神馬竜也 - 外崎友亮
- 杉沢遼 - 花倉洸幸
- 高田真 - 高田誠
- 宅見七海 - 花房里枝
- 永田輝晃 - 鈴木崚汰
- 古澤翼 - 打田マサシ
- 本多奈津子 - 堀江由衣
- 松岡彩 - 尾崎由香
- 松本里緒菜 - 上原あかり
- 南理奈 - 優木かな
- 村角愛美 - 木戸衣吹
- 桃木遥香 - 荒浪和沙
- 雪村美月 - 木下鈴奈

### スタッフ（アニメ）
- 原作 - 連打一人、栗山廉士、金沢伸明
- 監督 - 佐々木勅嘉
- 助監督 - 星野美鈴
- シリーズ構成 - 古怒田健志
- キャラクターデザイン - そらもとかん、伊藤陽祐
- プロップデザイン - 野尻美波、清水美穂
- 総作画監督 - そらもとかん
- 色彩設計 - 近藤直登
- 美術監督・美術設定 - 中原英統
- 編集 - 堀川和人
- 撮影監督 - 林コージロー
- 音楽 - 長田直之
- 音楽制作 - SPACEY MUSIC ENTERTAINMENT
- 音響監督 - 大室正勝
- 音楽プロデューサー - 安田spacey尊行
- プロデューサー - 小沼利行、小林泰久、柱山泰佐、森田剛、石原直樹、阿部直樹、安田spacey尊行、伊藤大河、竹内崇剛、鈴木英昭、三枝俊光、吉田裕二、菊島憲文、磯谷徳知
- アニメーションプロデューサー - 石原直樹
- アニメーション制作 - セブン
- 製作 - 「王様ゲーム The Animation」製作委員会（博報堂、双葉社、セブン、ワーナーミュージック・ジャパン、SPACEY MUSIC ENTERTAINMENT、エイ・クラフト、アミューズ、ブルーク、トーハン、カカオジャパン、KADOKAWA、AT-X）

### 主題歌
オープニングテーマ「FEED THE FIRE」
作詞 - Masato / 作曲 - Y.K.C / 歌 - coldrain
第1話ではエンディング位置で使用。
エンディングテーマ「Lost Paradise」
作詞 - 安田尊行 / 作曲 - ミライショウ / 歌 - Pile

### 各話リスト
| 話数     | サブタイトル | 脚本         | コンテ                       | 演出              | 作画監督                                                |
| -------- | ------------ | ------------ | ---------------------------- | ----------------- | ------------------------------------------------------- |
| 第一話   | 再壊         | 古怒田健志   | 佐々木勅嘉                   | 佐々木勅嘉        | そらもとかん                                            |
| 第二話   | 痕乱         | たかだ誠     | 小川優樹                     | 星野美鈴          | 伊藤陽祐 半田大貴 いまざきいつき （ギター）             |
| 第三話   | 融情         | 岡篤志       | 佐々木勅嘉 殿勝秀樹 半田大貴 | 星野美鈴          | 馬場竜一 Hwang Youngsik                                 |
| 第四話   | 解冥         | イシノアツオ | 龍輪直征                     | 左藤洋二 安藤貴史 | 徳田夢之介                                              |
| 第五話   | 業泣         | 谷村大四郎   | 小川優樹                     | 千葉孝幸          | 小川浩司 吉田肇 柄谷綾子 坪田慎太郎 千葉孝幸            |
| 第六話   | 反虐         | 古怒田健志   | 松園公                       | 星野美鈴          | 宮秀暁 半田大貴 馬場竜一 西村元秀 Hwang Youngsik        |
| 第七話   | 永厭         | たかだ誠     | 宮原秀二                     | 宮原秀二          | 伊藤陽祐 半田大貴 谷口繁則                              |
| 第八話   | 血断         | 岡篤志       | 殿勝秀樹                     | 殿勝秀樹          | Kim Bongdeok                                            |
| 第九話   | 楔束         | イシノアツオ | 有江勇樹                     | 有江勇樹          | Lee Seongjae Kim Bongdeok Hwang Youngsik                |
| 第十話   | 凶走         | 谷村大四郎   | 西森章                       | 左藤洋二          | 服部憲知 小平はじめ 辻初樹 飯塚葉子 小山りょう 田中誠輝 |
| 第十一話 | 前侵         | たかだ誠     | 小川優樹                     | 千葉孝幸          | 小川浩司 吉田肇 坪田慎太郎                              |
| 第十二話 | 終怨         | 古怒田健志   | 佐々木勅嘉 星野美鈴          | 星野美鈴          | 伊藤陽祐 半田大貴 Hwang Youngsik                        |

### 放送局
| 放送期間                 | 放送時間                     | 放送局   | 対象地域 | 備考                                 |
| ------------------------ | ---------------------------- | -------- | -------- | ------------------------------------ |
| 2017年10月5日 - 12月21日 | 木曜 23:30 - 金曜 0:00       | AT-X     | 日本全域 | 製作参加 / CS放送 / リピート放送あり |
| 2017年10月7日 - 12月23日 | 土曜 1:40 - 2:10             | TOKYO MX | 東京都   |                                      |
| 2017年10月9日 - 12月25日 | 月曜 1:30 - 2:00（日曜深夜） | BS11     | 日本全域 | BS放送 / 『ANIME+』枠                |

| 配信期間                  | 配信時間                     | 配信サイト    |
| ------------------------- | ---------------------------- | ------------- |
| 2017年10月7日 - 12月23日  | 土曜 12:00 更新              | dアニメストア |
| 2017年10月10日 - 12月26日 | 火曜 0:00 - 0:30（月曜深夜） | AbemaTV       |

### BD / DVD
| 巻 | 発売日         | 収録話          | 規格品番  | 規格品番  |
| 巻 | 発売日         | 収録話          | BD        | DVD       |
| -- | -------------- | --------------- | --------- | --------- |
| 1  | 2017年12月20日 | 第1話 - 第2話   | ASBD-1199 | ASBY-6093 |
| 2  | 2018年1月24日  | 第3話 - 第4話   | ASBD-1200 | ASBY-6094 |
| 3  | 2018年2月21日  | 第5話 - 第6話   | ASBD-1201 | ASBY-6095 |
| 4  | 2018年3月14日  | 第7話 - 第8話   | ASBD-1202 | ASBY-6096 |
| 5  | 2018年4月25日  | 第9話 - 第10話  | ASBD-1203 | ASBY-6097 |
| 6  | 2018年5月23日  | 第11話 - 第12話 | ASBD-1204 | ASBY-6098 |